# Idiofon hangszerek

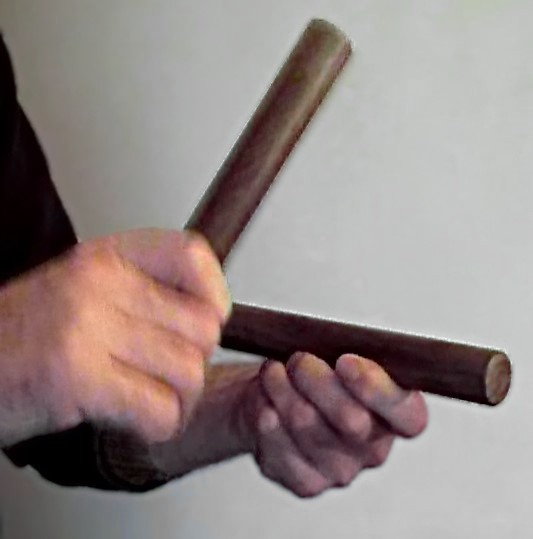
Egy idiofon hangszer, a claves megszólaltatása

Az idiofon hangszerek (görög összetételek kezdő tagjaként idio… = ön…) olyan hangszerek, amelyek rugalmas szilárd testük rezgése révén hoznak létre hangokat. Nevüknek ellentmondva az idiofon hangszerek sem mindig „önmagukban” keltenek hangot, ezek is gyakran – a többi nagy hangszercsalád legtöbb tagjához hasonlóan – levegőrezonátorral, a hang megformálását, kisugárzását segítő csatolt akusztikai eszközzel szólalnak meg. Az idiofon hangszerek között vannak hangoltak, melyek többé-kevésbé meghatározható magasságú zenei hangot adnak ki, és hangolatlanok, amelyek nem. Az előbbire példa a harang, a xilofon és a marimba, az utóbbira a triangulum és a cintányér.
Az idiofonok a hangszerek Sachs–Hornbostel-féle osztályozásában alapvető kategóriát képeznek a membranofon, a kordofon és az aerofon hangszerek mellett.

## Működése

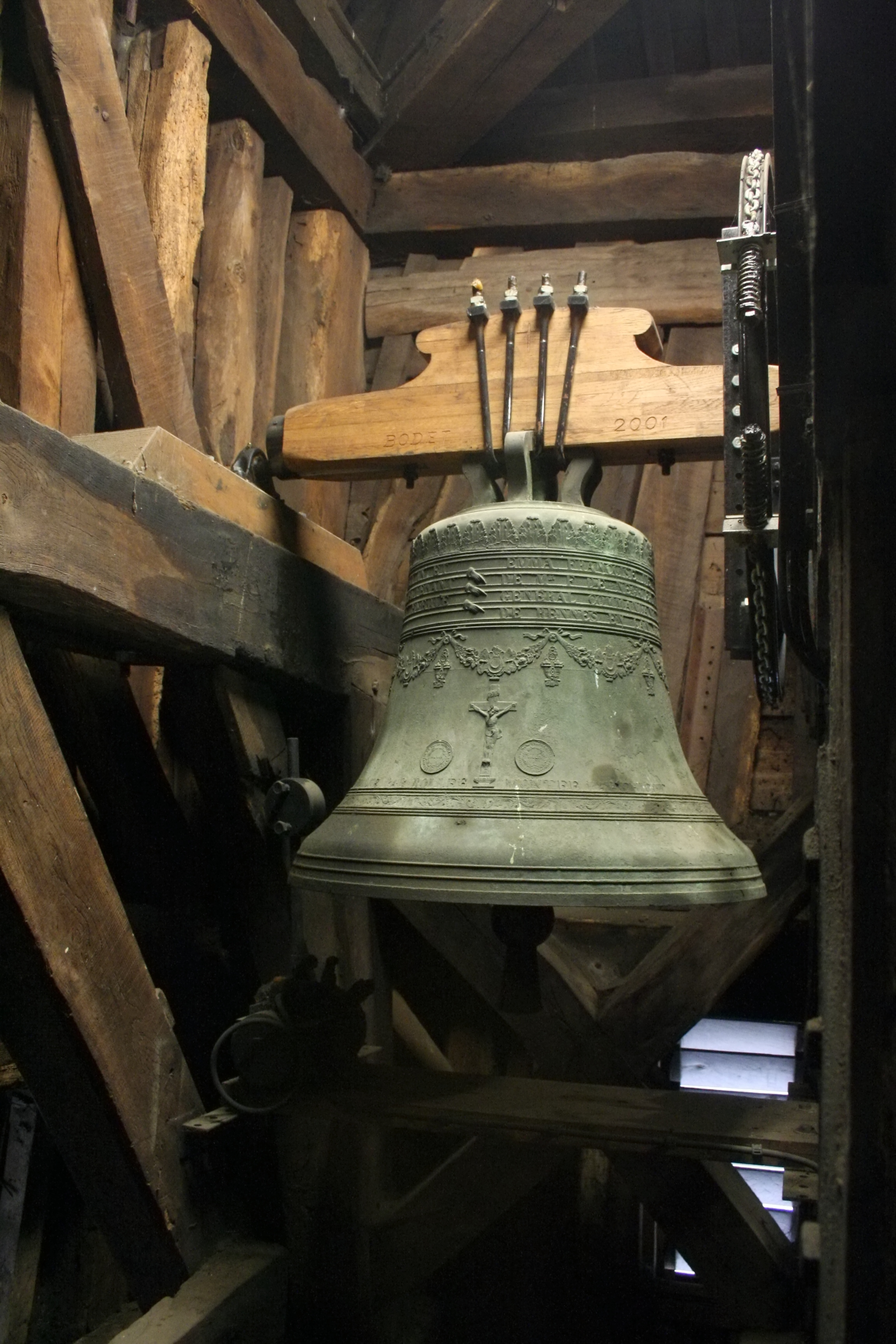
Templomi harang

A megfeszített húrokban, membránokban, a fúvós hangszerek levegőoszlopaiban csak egyféle hullámtípus hozható létre, a rugalmas szilárd testekben ezzel szemben elvileg többféle: longitudinális, transzverzális, felületi, torziós, nyúlási, hajlítási hullámtípusok is gerjeszthetők. Az idiofon hangszerek hangkeltésében a legnagyobb szerepet a hajlítási hullámok játsszák. Ezek kialakulásában a szilárd testek alaki rugalmassága nyilvánul meg, ilyen hullámok olyan lemezekben, rudakban jönnek létre, melyek vastagsága a hullámhosszhoz képest kicsi. Az anyag részecskéi ilyenkor túlnyomóan, de nem kizárólag transzverzális jellegű mozgást végeznek. A hajlítási hullámok terjedési sebessége frekvenciafüggő, ez a magyarázata annak, hogy az idiofon hangszerek részhangjainak sorozata legtöbbször nem felel meg a tiszta felhangsornak, szemben a húros, fúvós hangszerekével.
Az idiofon hangszerek hangzása nagy mértékben függ egyrészt formájuktól, méreteiktől, másrészt anyaguk sűrűségétől, rugalmasságától, egyéb jellemzőitől.

### Rezgő rudak
A rugalmas rudak, ha nem túl vaskosak, a kifeszített húrokhoz, csőbe zárt légoszlopokhoz hasonlóan „egydimenziós” alakzatokként tárgyalhatók. Ha oldalirányból gerjesztik, hajlítási rezgések, hullámok alakulnak ki bennük. Az ilyen folyamat matematikai leírása nagyon bonyolult, az így létrejövő hang részhangjai nemcsak hogy nem harmonikusak, de frekvenciájuk a rendszámukkal rohamosan növekszik.
A rudak profilja is befolyásolja a bennük keltett hajlítási hullámok terjedési sebességét. Egy lapos rúdban például a terjedési sebesség kisebb, mint mondjuk egy négyzetesben, tehát az előbbi azonos hosszúság és keresztmetszet mellett mélyebb hangot ad ki. A rudakban kialakuló rezgésekhez tartozó hullámalakot döntően befolyásolja, hogy mindkét végén szabad, egyik végén befogott, vagy mindkét végén befogott rúdról van-e szó.
A mindkét végén szabad l hosszúságú rúd alaphangú rezgése esetén a végeitől mérve körülbelül 0,225×l távolságban alakulnak ki rezgési csomópontok, tehát olyan pontok, amelyek rezgés közben nyugalomban vannak. A xilofon, a marimba, a vibrafon rezgő hangkeltő testeit ezeken a pontokon szokás alátámasztani.

### Rezgő lemezek

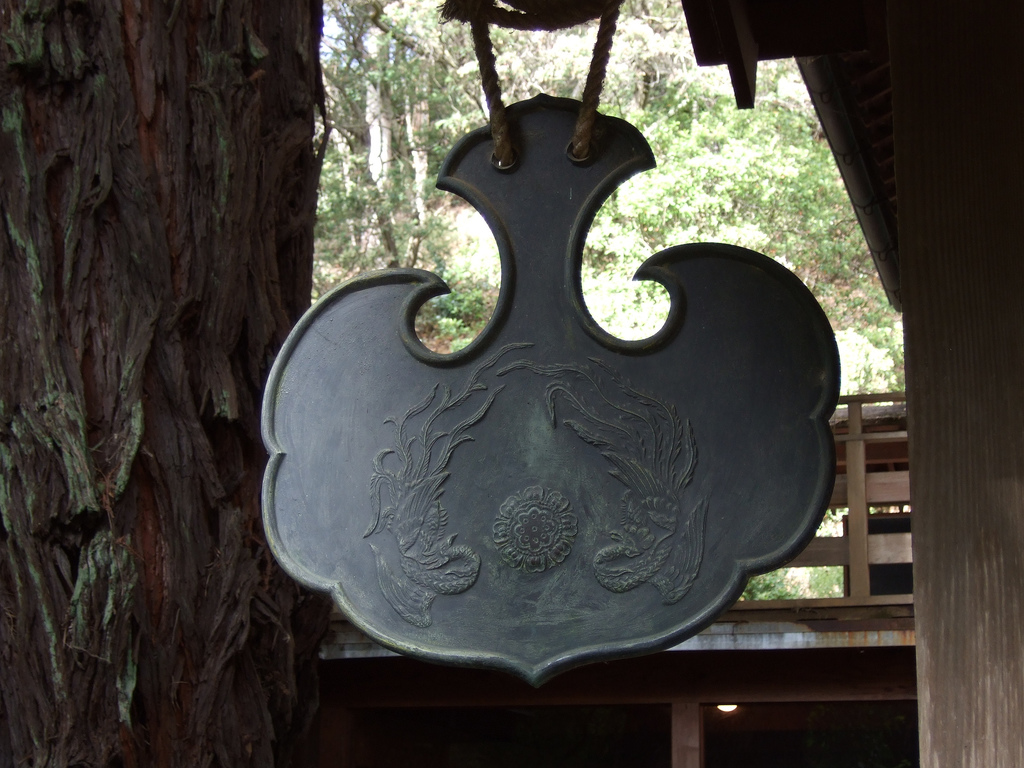
Umpan

A „kétdimenziós” lemezek rezgésének matematikai leírása mind a rezgő kifeszített hártyákénál, mind az „egydimenziós” rezgő rudakénál jóval bonyolultabb. Ezért nehéz feladat például a harangok hangszínének, hangzásképének előzetes megtervezése. A részhangok sorozata itt sem harmonikus, de rendszerint közelebb áll a harmonikus sorhoz, mint rudak esetében.

### Rezonátorok, hangtestek
Az idiofon hangszerek önmagukban gyakran a szükségesnél kisebb hangerejűek, vagy hangképüknek a kívánt határozott hangmagasságot adó összetevőjét túlságosan elnyomják a nemharmonikus részhangok. Ilyenkor jól sugárzó hangtestet illetve hangolt levegőrezonátort csatolhatnak a hangkeltő eszközhöz. Az egyik végükön rögzített rugalmas nyelvek sorozatából álló hangszereknél mint a zanza, a zenélő doboz gyakran a húros hangszerekéhez hasonló elven működő hangszertestet alkalmaznak. A marimba, a zenekari xilofon, a vibrafon megütött rezgő lapjai alá azok alaphangjára hangolt, alsó végükön zárt csőrezonátorokat szerelnek, amik segítségével erősen, határozott hangmagasságon szólalnak meg. Egyes idiofonok, mint a mokugjo, az angklung teste olyan formájú, hogy eleve üreget, hangolt levegőrezonátort foglal magába.

### A felhasznált anyagok
Az idiofon hangszerek leggyakrabban fából (pl. claves, xilofon), fémekből vagy azok ötvözeteiből (pl. cintányér, vibrafon) készülnek, de csont, kő, üveg, kerámia, növényi szárak, szárított termések, műanyagok is lehetnek ilyen hangszerek alapanyagai. Fontos követelmény, hogy a felhasznált anyagok kellően kemények, ellenállóak legyenek, hogy a megszólaltatás során alkalmazott ütés, dörzsölés stb. ne okozzon bennük maradandó változást. A hangkeltés, a minél hosszabb zengési idő szempontjából a merevség és a kis belső csillapítás alapfeltétel.
A faanyagok közül elsősorban a nagy sűrűségű trópusi fák, paliszander, ébenfa, grenadilfa, paduk alkalmasak ilyen célra. A fémek közül a leghosszabb zengése az aranynak és az ezüstnek van, de a kevés ónnal ötvözött vörösréz még mindig nagyon kedvező tulajdonságokkal rendelkezik. A réz-szilícium-cink ötvözet a kétharmadát, az acél egyharmadát éri el ennek az értéknek. A hosszú zengési idejű hangszerekhez (harang, cintányér) tehát bronzot (réz + ón) vagy sárgarezet (réz + cink) használnak, de triangulum vagy harangjáték készítésére az acél is megfelelő.

## Gerjesztési módok
Az idiofon hangszerek legtöbbször ütőhangszerek, de vannak pengetéssel, dörzsöléssel, sőt levegőfúvással gerjesztett idiofonok is.
- Az ütéssel való megszólaltatás egyik esete az, amikor az idiofon hangszer két egyforma részből áll, amelyeket összeütnek. Ezt a megütési módot szokás konkussziónak is nevezni, ennek legismertebb példái a cintányér, a kasztanyetta. Másik eset az, amikor a hangszert erre szolgáló eszközzel, verővel ütik meg, ennek neve perkusszió. Ilyen módon megszólaltatott hangszer a triangulum, a xilofon, a marimba. A rázással, tekeréssel, kaparással megszólaltatott hangszerek is gyakran ebbe a kategóriába tartoznak, a csengettyű, a maracas rázása, a bordás kereplő forgatása, a güiro kaparása közvetve szintén e hangszerek különböző alkatrészeinek összeütődését idézi elő.
- A pengetés nem csak húros hangszereknél, de az idiofonoknál is szerepet kaphat, elsősorban az egyik végükön befogott rugalmas nyelvekkel működő hangszerek megszólaltatásakor. Ilyen a doromb, a zanza, a mechanikus zenélő doboz.
- Dörzsöléssel is lehet egyes idiofon hangszerekből hangokat kicsalni. A szöghegedűn például gyantázott hegedűvonóval, az üvegharmonikán nedves kézzel vagy bőrdarabbal, a tibeti hangtálon fapálcával való dörzsöléssel lehet zenélni.[6]
- Különleges eset a fúvással megszólaltatott idiofonoké, ilyen elven működik néhány – nagyrészt feledésbe merült – 19. századi hangszertalálmány, mint az aeolsklavier(wd) és a piano chanteur.[7]

## Hangsorok előállítása

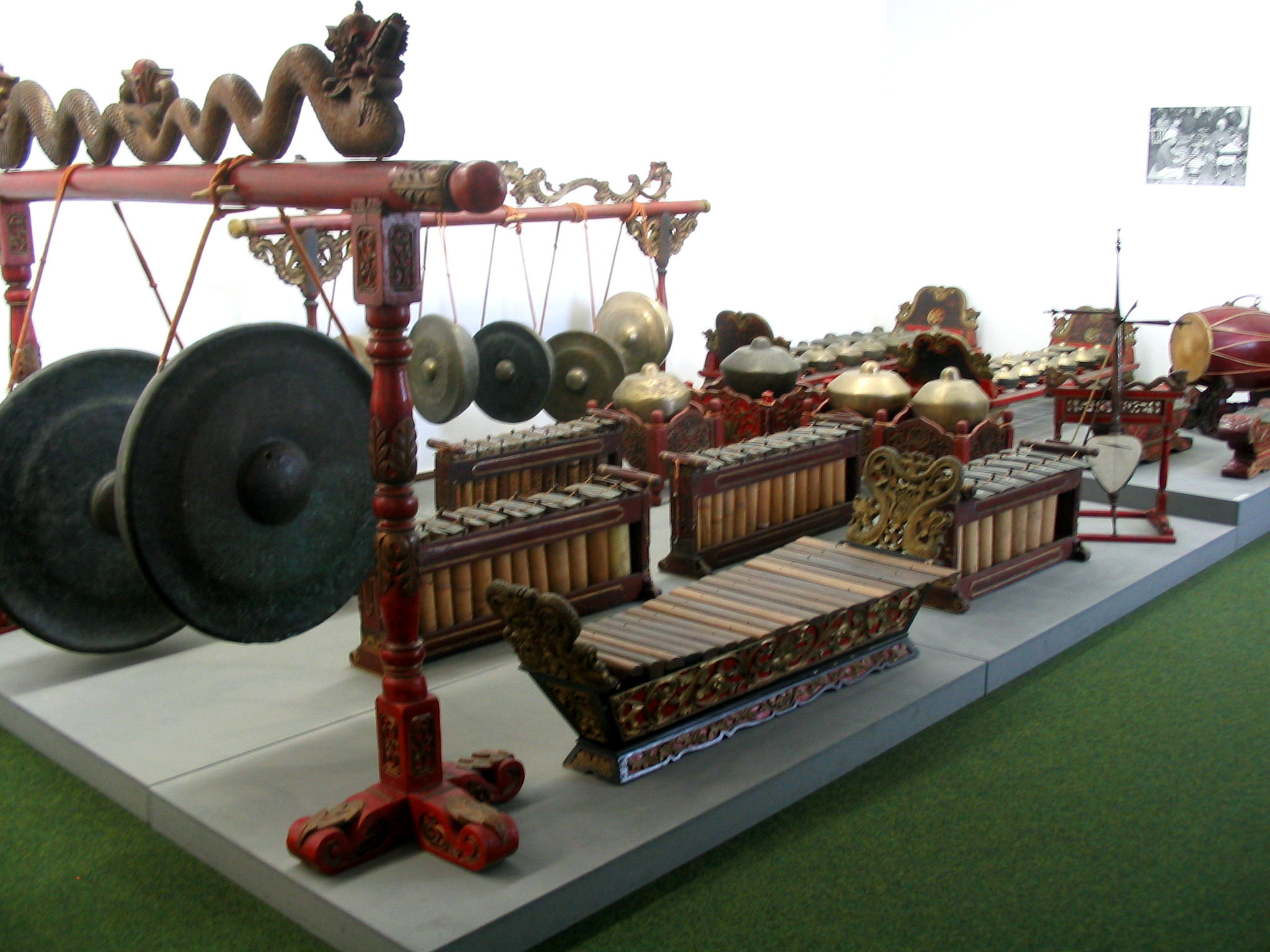
Indonéziai gamelán zenekar hangszerei

Az idiofon hangszerek között hangolt illetve hangolatlan hangszereket szokás megkülönböztetni annak alapján, hogy rendelkeznek-e meghatározott zenei hangmagassággal vagy sem.
Az idiofon hangszerek egy része – például a triangulum – többfajta rezgést is végez és ezek egyikének sem harmonikusak a részhangjai. Szubjektív hangmagasságérzet ezek hallatán nem alakul ki a hallgatóban, de egy bizonyos hangfekvési érzet igen: egy-két oktávnyi hangintervallumba a fül be tudja illeszteni a hallott hangot. Az ilyen hangszereket, ha más dallamvezető hangszerekkel együtt szólalnak meg, a hallás úgy érzékeli, mintha határozott hangmagasságuk volna, miközben persze önálló dallamképzésre nem alkalmasak. Ennek magyarázata az, hogy a fül a bonyolult hangkeverékből ki tudja választani azt az összetevőt, amit „szeretne” hallani, ami a dallamvezető hangszer éppen megszólaló hangmagasságával azonos.
A húros, fúvós hangszereknél a hangsorokat gyakran úgy hozzák létre, hogy e célból magának a hangkeltő eszköznek – húrnak, levegőoszlopnak – a tulajdonságait változtatják meg, hangolt idiofon hangszereknél ez csak elvétve fordul elő: például az éneklő fűrész, a flexaton használatakor a hangszer rezgő fémlapjának meghajlításával, megfeszítésével lehet tág határok között, folyamatosan változtatni a hangmagasságot. A gyakoribb megoldás az, hogy a hangsor egy-egy hangjára előre behangolt idiofon hangkeltő eszközök sorozatát használják dallamjátszásra, mint például a harangjáték vagy a marimba esetében.